# Хома Володимир Васильович
Хома Володимир Васильович (нар. 23 травня 1959, c. Великі Лучки, Закарпатської області) — український науковець, доктор технічних наук, професор кафедри «Захисту інформації» університету «Львівська політехніка».

## Освіта
Навчався у Великолучківській середній школі, яку закінчив у 1976 році із золотою медаллю.
З 1 вересня 1976 року по червень 1981 року — студент Львівського політехнічного інституту (факультет автоматики і телемеханіки). Після закінчення вузу продовжив навчання в аспірантурі.
З 1990 року — кандидат технічних наук, доцент Львівського політехнічного інституту.
У 2000 році захистив докторську дисертацію на тему «Розвиток теорії та принципів побудови проблемно орієнтованих засобів вимірювання імітанса».
Член експертної ради із комп'ютерних наук і технологій ДАК Міністерства освіти і науки України.
Член редколегії Вісника НУ «Львівська політехніка» «Автоматика, вимірювання і керування».
Отримав відзнаку «Винахідник СРСР» (1987 р.).

## Наукові інтереси
Методи та засоби вимірювання імітансу для прикладних задач; алгоритми цифрового оброблення вимірювальних сигналів; принципи і засоби виявлення та ідентифікації технічних каналів витоку інформації.

## Наукові публікації
Кількість наукових публікацій — 131, з них: патентів — 17; методичних розробок — 25; опублікованих та перекладених за кордоном — 15 наукових публікацій. У науковому напрямі, який очолює професор В. В. Хома, розроблено нові принципи побудови та методології проектування засобів вимірювання імітансу для широкого кола прикладних задач на основі використання можливостей сучасних методів та пристроїв цифрового оброблення сигналів. Створено універсальну математичну модель активних вимірювальних перетворювачів «імітанс-напруга», розвиваються методи покращення метрологічних характеристик вимірювачів імітансу прямої дії, які ґрунтуються на використанні структурно-алгоритмічної корекції похибок, що дозволяє на три порядки розширити діапазон робочих частот вимірювачів. Розвинуто теорію побудови цифрових автокомпенсаційних вимірювачів імітансу з обробкою інтегральних значень сигналів в аспекті підвищення ефективності зрівноваження. Закладено новий напрям у теорії вимірювання імітансу — автокомпенсаційні вимірювачі з одновимірною системою зрівноваження, перевагами яких є поєднання високої швидкодії із точністю цифрових астатичних компенсаторів змінного струму.
Набули розвитку дослідження, пов'язані зі створенням реографічних пристроїв для діагностики стану серцево-судинної системи (професор В. В. Хома, доцент Я. Р. Совин), аналізаторів імпедансу телефонних ліній для виявлення несанкціонованого підключення (професор В. В. Хома, асистент В. М. Іванюк), а також системи імпульсної рефлектометрії для виявлення та класифікації неоднорідностей проводових ліній зв'язку (професор В. В. Хома, аспірант Б. Ю. Дудикевич).